# Lega dei Ticinesi
La Lega dei Ticinesi è un partito politico svizzero fondato dall'imprenditore luganese Giuliano Bignasca e attivo in Canton Ticino.

## Storia
La Lega dei Ticinesi nacque circa un anno dopo il lancio, a opera di Giuliano Bignasca, del settimanale "Il Mattino della Domenica", che fece da grancassa di diverse tematiche successivamente care al movimento. Soci fondatori, insieme a Bignasca, erano Flavio Maspoli (1950-2007) e Mauro Malandra (1942-2016).
Nel debutto alle elezioni cantonali del 1991 la Lega elesse tre deputati e nel 1995 ottenne anche l'elezione di un componente del consiglio di stato, l'avvocato Marco Borradori. Alle elezioni federali del 2003 la Lega si presentò in alleanza con l'Unione Democratica di Centro (dando inizio a un longevo apparentamento), ma elesse un solo deputato federale.
Nelle elezioni cantonali del 1º aprile 2007 la Lega dei Ticinesi ottiene un successo per il Consiglio di Stato incrementando i propri consensi dal 16% al 25%, divenendo la seconda formazione politica del Ticino dietro al Partito Liberale Radicale (con uno scarto di voti inferiore all'1%). Marco Borradori risulta il candidato più votato di tutto il Cantone. Nel Gran Consiglio vengono eletti 16 deputati (su un totale di 90).
La campagna elettorale è stata incentrata su temi forti e tradizionali come la precedenza ai residenti per l'ingresso nel mercato del lavoro rispetto anche alla manodopera di confine italiana (i cosiddetti "frontalieri"), un no deciso all'immigrazione massiccia, soprattutto ma non soltanto di matrice islamica, una difesa delle tradizioni locali e delle peculiarità ticinesi e uno stop alla criminalità, in particolar modo di quella straniera.
Nelle elezioni federali del 21 ottobre 2007 la Lega dei Ticinesi riesce a rieleggere Attilio Bignasca a Berna con una percentuale di voti del 12,6%, accrescendo i propri consensi, rispetto alle precedenti consultazioni di ambito federale, di circa il 5% dei voti. Manca per pochi voti l'elezione di un secondo rappresentante nell'assise di Berna.
Il 5 gennaio 2008 Bignasca incontra il leader della Lega Nord Umberto Bossi per un colloquio sui temi politici dell'area insubre . All'incontro partecipano anche il Consigliere di Stato Marco Borradori e il deputato Norman Gobbi. Per la Lega Nord sono presenti il Presidente della Provincia di Como Leonardo Carioni e il Segretario nazionale della Lega Lombarda Giancarlo Giorgetti. La dirigenza della Lega decide di aderire con una propria delegazione alla manifestazione federale indetta dal Carroccio per il 17 febbraio contro l'eventuale declassamento dello scalo aereo di Milano-Malpensa a seguito della probabile vendita di Alitalia alla compagnia di bandiera francese Air France.
Il 2 febbraio 2010 si incontra di nuovo con Bossi a Lugano per parlare dello scudo fiscale, dei "fiscovelox" della Guardia di Finanza e per parlare del segreto bancario nell'economia ticinese e dell'Insubria.
Alle elezioni cantonali del 10 aprile 2011 per la prima volta il PLR.I Liberali Radicali (PLR) viene superato e con il 29,78% dei consensi la Lega ottiene un secondo seggio al Consiglio di Stato, diventando quindi il primo partito in seno al governo. Al Gran Consiglio ottiene 21 seggi con il 22,84% delle preferenze, confermandosi seconda forza politica cantonale, subito dietro ai liberali che ottengono 23 seggi.
Nel 2013, alla morte del fondatore Giuliano Bignasca, la guida del partito passa de facto al fratello Attilio (che viene nominato coordinatore, carica che mantiene fino al 2016) e ai nipoti Antonella e Boris. Nello stesso anno la Lega fa sua anche la poltrona di sindaco di Lugano, cui viene eletto Marco Borradori.
Dai tardi anni 2010 il partito sconta una serie di contraccolpi, a cominciare dalla scomparsa di Attilio Bignasca nel 2020, che lascia la Lega priva di una chiara leadership: un anno prima si era infatti insediato un "comitato ristretto" composto da Boris Bignasca, Michele Foletti, Norman Gobbi e Roberta Pantani (non vi era entrata, invece, Antonella Bignasca, rimasta a capo della società editrice de "Il Mattino della Domenica"), ma gli statuti interni continuavano a prevedere - tra le altre cose - la presenza di un presidente, carica tuttavia non più attribuita dalla scomparsa di Giuliano Bignasca. Nel 2021 muore improvvisamente anche il sindaco di Lugano Borradori; il partito riesce comunque a tenere la carica in virtù dell'accettazione del candidato unico alla successione, il vicesindaco Michele Foletti.
Sempre nel 2021 il partito arriva infine a deliberare una significativa riforma degli statuti in vigore dal 1991, abolendo la carica di presidente e affidando la governance a un consiglio esecutivo di sette membri (più un coordinatore ed eventuali uditori) eletto da un'assemblea generale, aperta ai consiglieri di Stato e nazionali e ai parlamentari federali e locali, in carica ed emeriti, nonché a sindaci, vicesindaci e municipali.
Dopo un "interregno" affidato al consigliere di Stato Lorenzo Quadri e ai granconsiglieri Norman Gobbi, Claudio Zali e Boris Bignasca, nel 2022 la Lega elegge il primo consiglio esecutivo, aggiungendo ai suddetti il delegato del movimento giovanile Stefano Tonini (in veste di uditore) e i rappresentanti territoriale Sabrina Aldi, Massimiliano Robbiani, Patrizio Farei, Alessandro Mazzoleni. Le difficoltà (unite a un crescente malcontento della "base" per la perdita dello slancio originario e l'eccessivo appiattimento nel rapporto con l'UDC, alleata a Berna e avversaria in Cantone) tuttavia perdurano e si traducono in una progressiva crisi di consenso: alla tornata elettorale del 2023 la Lega perde 8 granconsiglieri rispetto al quadriennio precedente e, alle nazionali, subisce il sorpasso dell'UDC in Canton Ticino. Tra fine 2023 e inizio 2024 il partito nomina quindi Norman Gobbi coordinatore ad interim, affiancato dai vice Antonella Bignasca, Roberta Pantani Tettamanti, Alessandro Mazzoleni e Daniele Piccaluga.

## Ideologia
Il movimento non si definisce né di destra né di sinistra, ma viene comunemente classificato all'interno del populismo di destra.
La Lega ha un'ideologia regionalista, euroscettica, antiecologista, antitaliana e antistatalista; sostiene una minore fiscalità, una maggiore attenzione alle fasce più deboli (in particolare gli anziani), e la lotta all'immigrazione.
Anche a cospetto della crescita elettorale del movimento, la Lega dei Ticinesi ha storicamente poggiato su un numero esiguo di rappresentanti "storici", in particolare membri della famiglia Bignasca: oltre al fondatore Giuliano, il fratello Attilio ha rappresentato la Lega nel Parlamento cantonale a Berna, mentre Boris Bignasca, figlio del presidente, è stato eletto - insieme con altri 14 deputati - al Gran Consiglio del Canton Ticino. Ha avuto ruoli primari nel partito anche Antonella Bignasca, figlia di Attilio.

## Seggi
Consiglio degli Stati
- 1991-1995: Giorgio Morniroli
- 1995-1999: -
- 1999-2003: -
- 2003-2007: -
- 2007-2011: -
- 2011-2015: -
- 2015-2019: -
- 2019-2023: -

Consiglio Nazionale
- 1991-1995: Flavio Maspoli e Marco Borradori
- 1995-1999: Flavio Maspoli
- 1999-2003: Giuliano Bignasca e Flavio Maspoli
- 2003-2007: Attilio Bignasca
- 2007-2011: Attilio Bignasca (2007-2009) e Norman Gobbi (2009-2011)
- 2011-2015: Lorenzo Quadri e Roberta Pantani
- 2015-2019: Lorenzo Quadri e Roberta Pantani
- 2019-2023: Lorenzo Quadri

Consiglio di Stato (Cantonale)
- 1991-1995: -
- 1995-1999: Marco Borradori
- 1999-2003: Marco Borradori
- 2003-2007: Marco Borradori
- 2007-2011: Marco Borradori
- 2011-2015: Marco Borradori e Norman Gobbi
- 2015-2019: Claudio Zali e Norman Gobbi
- 2019-2023: Norman Gobbi e Claudio Zali

Gran Consiglio
- 1991-1995: 12 deputati
- 1995-1999: 16 deputati
- 1999-2003: 16 deputati
- 2003-2007: 11 deputati
- 2007-2011: 15 deputati
- 2011-2015: 21 deputati
- 2015-2019: 22 deputati
- 2019-2023: 18 deputati
- 2023-: 14 deputati

## Risultati elettorali

### Elezioni federali
| Elezione      | Voti   | %    | Seggi   |
| ------------- | ------ | ---- | ------- |
| Federali 1991 | 28 290 | 1,4  | 2 / 200 |
| Federali 1995 | 17 940 | 0,9  | 1 / 200 |
| Federali 1999 | 17 118 | 0,9  | 2 / 200 |
| Federali 2003 | 7 304  | 0,3  | 1 / 200 |
| Federali 2007 | 13 031 | 0,57 | 1 / 200 |
| Federali 2011 | 34 235 | 0,60 | 2 / 200 |
| Federali 2015 | 24 713 | 0,99 | 2 / 200 |
| Federali 2019 | 18 187 | 0,75 | 1 / 200 |
| Federali 2023 | 14 159 | 0,55 | 1 / 200 |

### Elezioni cantonali
- 1991: 12,2%
- 1995: 19,8%
- 1999: 21,1%
- 2003: 22,84%
- 2007: 19,68%
- 2011: 29,7%
- 2015: 24,24%
- 2019: 28,3%

## Leader
- Giuliano Bignasca (17 gennaio 1991 - 7 marzo 2013), presidente a vita
- Attilio Bignasca (7 marzo 2013 - 29 marzo 2020), leader de facto, coordinatore fino al 2016
- Boris Bignasca, Michele Foletti, Norman Gobbi, Roberta Pantani (2019 - 2021), reggenti ad interim
- Lorenzo Quadri, Norman Gobbi, Claudio Zali, Boris Bignasca (2021 - 24 maggio 2022), consiglio esecutivo ad interim
- Lorenzo Quadri, Norman Gobbi, Claudio Zali, Boris Bignasca, Stefano Tonini, Sabrina Aldi, Massimiliano Robbiani, Patrizio Farei, Alessandro Mazzoleni (24 maggio 2022 - 17 dicembre 2023), consiglio esecutivo
- Norman Gobbi (dal 17 dicembre 2023), coordinatore ad interim

## Critiche e controversie

### Abuso dello stemma civico di Lugano
Durante la campagna elettorale del 2020 sorgono alcune critiche per un utilizzo inappropriato dello stemma della città di Lugano a fini elettorali, quando il movimento inizia a marchiare i suoi manifesti con uno scudo rossocrociato simile al logo della città ticinese (sostituendo la lettera U con la E nello scudo comunale). La contestazione prosegue anche le elezioni comunali del 2021. Il 9 aprile 2021 il Comune decide di avviare un'azione legale contro il movimento leghista.

### Permessi di soggiorno
Il 3 settembre 2020 la trasmissione Falò della RSI manda in onda un servizio in cui alcuni testimoni raccontano come, dopo anni di attività e lavoro in Ticino, si sono visti rifiutare il rinnovo del permesso B o del G. Il caso approda alla Commissione della gestione del Gran consiglio e continua il suo percorso di ‘alta vigilanza’ che interpella il direttore del Dipartimento delle istituzioni, e rappresentante della Lega, Norman Gobbi, oltre ai funzionari della sezione della popolazione. La Lega dei Ticinesi sostiene la linea di Gobbi contestando l'operato della RSI. Il caso approda anche al Parlamento italiano.